# Bomarea macusanii
Bomarea macusanii är en alströmeriaväxtart som beskrevs av Hofreiter och E.Rodr. Bomarea macusanii ingår i släktet Bomarea och familjen alströmeriaväxter. Inga underarter finns listade i Catalogue of Life.